# Esame del fondo oculare

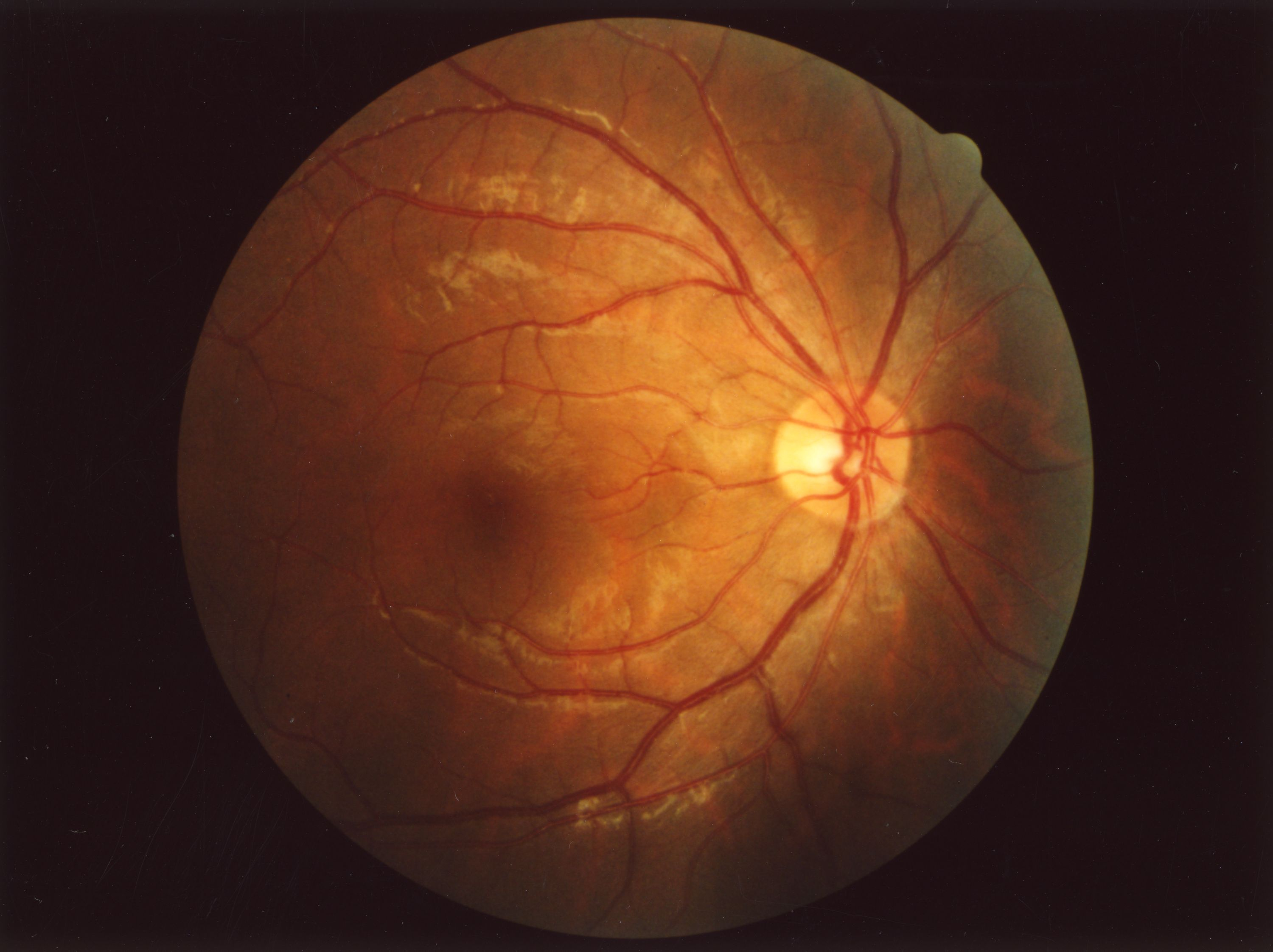
Fundus in un occhio umano

L'esame del fondo oculare (o del fundus oculi) od oftalmoscopia, è un esame oculistico diagnostico del fundus oculi utilizzato per studiare le strutture interne al bulbo oculare: corpo vitreo, retina (e specialmente la sua zona centrale, detta macula) e nervo ottico. L'esecuzione dell'esame richiede quasi sempre la dilatazione della pupilla. L'esame del fundus oculi è quindi un atto diagnostico medico che viene eseguito dal medico specialista in oculistica. Spesso viene effettuato nel corso di una consulenza per aiutare medici specialisti non oculisti (ad esempio internisti, neurologi, pediatri e altre figure professionali) a raggiungere una corretta diagnosi di patologie sistemiche.

## Anatomia
Il fondo dell'occhio è la superficie interna dell'occhio, posta di fronte al cristallino, e comprende la retina, il disco ottico, la macula, la fovea, e il polo posteriore. Il colore del fondo varia da specie a specie. Nei primati il colore della retina varia da blu a verde, giallo, e arancione. Solo nell'essere umano (purché si tratti almeno di un soggetto biondo e leggermente pigmentato) il fundus è di colore rosso.

## Finalità
Con l'esame del fondo oculare si può valutare lo stato delle strutture interne del bulbo oculare e in particolare la retina e la testa del nervo ottico.
È perciò possibile diagnosticare l'occlusione delle arterie della retina, il distacco della retina e altre malattie che comportano conseguenze sull'apparato circolatorio e in particolare sul microcircolo, come il diabete mellito (alterazione del meccanismo con cui l'organismo regola il livello di zucchero nel sangue).
Il fondo dell'occhio è infatti l'unica parte del corpo umano dove è possibile osservare direttamente la microcircolazione. Il diametro dei vasi sanguigni intorno al disco ottico è di circa 150 pm, e con un oftalmoscopio è possibile osservare i vasi sanguigni con diametro fino a circa 10 um.

## Procedura
Per avere una visione più ampia l'esame si effettua dopo aver dilatato la pupilla grazie alla instillazione di speciali colliri (detti midriatici) contenenti sostanze come la fenilefrina oppure l'ibopamina.
In Italia sono in commercio soluzioni di collirio con concentrazione di fenilefrina variabile dal 10% al 36%. Con tali soluzioni la midriasi ha inizio nel giro di 10-15 minuti e si ottiene un massimo in un arco di tempo compreso fra i 45 e i 60 minuti. L'effetto è correlato alla concentrazione usata e al numero di gocce instillate dall'oculista. L'effetto midriatico in linea di massima scompare completamente nel giro di 4-6 ore.
Per quanto attiene al collirio a base di ibopamina al 2% (che veniva utilizzato anche in caso di ipotonia oculare), corre l'obbligo di segnalare che l'azienda farmaceutica ha cessato di produrlo dal 2009. 
Il paziente durante l'esecuzione dell'esame è posto in ambiente scarsamente illuminato, seduto o disteso.
La valutazione del fondo dell'occhio è possibile anche senza fare ricorso a colliri midriatici. Tuttavia esistono evidenze scientifiche che confermano che la dilatazione della pupilla fornisce un metodo clinico certamente più efficace per la valutazione dello stato di salute intraoculare.

## Strumentazione
Per l'esecuzione dell'esame è necessario utilizzare un oftalmoscopio oppure un biomicroscopio (lampada a fessura, con delle apposite lenti). Con l'oftalmoscopio diretto la luce viene proiettata direttamente nell'occhio del soggetto esaminato. Nell'oftalmoscopia indiretta l'esaminatore si viene invece a trovare tra la sorgente luminosa e l'esaminato. In questo modo si ottiene il tipico riflesso rosso della retina, che viene messo a fuoco grazie all'utilizzo di speciali lenti d'ingrandimento. La lampada a fessura o biomicroscopio permette l'esame del segmento posteriore dell'occhio (corpo vitreo e fondo oculare) ricorrendo a delle lenti addizionali che permettono di visualizzare la retina e il corpo vitreo.
È possibile utilizzare diversi tipi di luce per la valutazione del fondo oculare: rosso a bassa intensità, blu, verde. Secondo alcuni Autori l'oftalmoscopia effettuata utilizzando una luce verde, probabilmente in virtù della sua lunghezza d'onda corta, migliorerebbe la valutazione di alcune strutture del fundus e del vitreo e renderebbe l'esame delle condizioni patologiche più facile (in particolare la patologia premaculare e le anomalie vascolari, ma anche altre). L'utilizzo di questo tipo di luce sembrerebbe anche più confortevole per il paziente.
L'utilizzo di una fotocamera associata all'oftalmoscopio permette di archiviare tutta una serie di immagini a colori che riproducono il fundus e le sue strutture, in particolare le strutture vascolari. Tuttavia l'esame più accurato non viene eseguito mediante retinografia digitale bensì con le metodiche sopracitate, in virtù dell'analisi tridimensionale della retina e del nervo ottico.

## Oftalmoscopia con laser a scansione
L'oftalmoscopio a scansione laser è uno strumento utilizzato per la valutazione del fondo della retina. È stato progettato per catturare le immagini degli strati retinici simultaneamente a immagini confocali del fondo. La scansione del fondo viene effettuata con un raggio laser ristretto mantenendo una bassa intensità del fascio illuminante (il che rende più accettabile l'esame per il paziente). Inoltre lo studio confocale del fondo permette la riproduzione di immagini 3D.
L'oftalmoscopia laser a scansione (SLO) ha l'indubbio vantaggio di richiedere bassi livelli di esposizione alla luce, e di fornire un buon contrasto e una immagine digitale diretta del fondo, ma rispetto alla tecnica della fotocamera associata all'oftalmoscopio ha lo svantaggio di fornire una riproduzione monocromatica (scala di grigio) delle immagini del fondo stesso.
Negli ultimi anni si è diffusa una nuova tecnica che permette una rappresentazione fedele e a colori del fondo oculare, grazie alla combinazione di immagini scattate con una luce laser blu, verde e rossa. Le immagini ottenute, ricostruite digitalmente grazie a un computer dotato di apposito software, sono di qualità tale da fornire una registrazione accurata dei deficit e delle patologie del fondo del paziente.